# 篠原友希子
篠原友希子（日语：／ Shinohara Yukiko，1981年1月21日—），日本女演員、藝人。

## 簡歷
- 就學經歷為桐蔭學園小學部、桐蔭學園中學部、高中部，明治大學法學部法律系畢業。
- 出道契機為被星探發掘。2005年出演山下敦弘導演的電影『中學生日記』演員出道。
- 2013年從SKY CORPORATION移籍到テアトル・ド・ポッシュ。公式名字改為篠原ゆき子。
- 2014年憑藉電影『共食家族』（青山真治導演作品）獲得第28屆高崎電影祭最優秀新進女優賞。

## 人物
- 身高161cm，三圍尺寸為B83、W61、H87。鞋子的尺寸為24cm。血型A型。
- 正向思考的性格。
- 吃到美味的東西時常用的誇讚詞是「天才」。

## 演出作品

### 電視劇
- 飆風引擎 第8、9話（2005年6月6日－13日，富士電視台）
- 結婚式へ行こう! 第6話（2006年12月25日，TBS）
- 週刊真木陽子 第5話（2008年4月30日，東京電視台）－飾演：米娜
- デリパンダ〜おしゃべりデリ坊、東京ド真ん中配達中〜 第11話（2008年9月14日，東京電視台）
- 草食男之桃花期 第10－12話（2010年9月17日－10月1日，東京電視台）－飾演：神崎櫻子
- 黑色的報告書「誘蛾燈之女」（2012年6月9日，BS JAPAN）－飾演：濱岡裕美
- 紅線的女人 第4－31話（2012年9月6日－10月16日，東海電視台）－飾演：園實
- 失蹤者（2012年11月3日，WOWOW）
- 真幌站前多田便利屋 第2話（2013年1月18日，東京電視台）－飾演：女（女兒）
- 沒有鑰匙的夢「君本家的綁票」（2013年9月29日，WOWOW）
- LEADERS（2014年3月22日－3月23日，TBS）
- 刑警110公斤第2季 第5話（2014年5月22日，朝日電視台）－飾演：國枝聰子
- 戰鬥的女子 第1話（2014年10月17日，富士NEXT）
- 親愛的姊妹 第8話（2014年12月4日，富士電視台）－飾演：麗華
- 深夜食堂3 第29話、30話（2014年12月7日－21日，MBS）－飾演：夏木泉
- 殘花撩亂（2015年1月8日－3月12日，TBS）－飾演：志織
- 遺産繼承辯護律師 柿崎真一 第4話（2016年7月28日，讀賣電視台）－飾演：富澤璃菜
- 鐵證懸案 最終話（2016年12月24日，WOWOW）
- 玩家 第7話（2017年2月18日，東京電視台）－飾演：小楓的母親
- 四重奏 第9話（2017年3月14日，TBS）－飾演：早乙女真紀
- 稻垣家的喪主（2017年3月18日，WOWOW）－飾演：稲垣朱里
- 反轉（2017年4月14日－6月16日，TBS）－飾演：沼淵ことは
- 產科醫鴻鳥第2季 第5話（2017年11月10日，TBS）－飾演：西山瑞希
- 月曜名作劇場「神秘作家·朝比奈耕作系列2」（2018年3月12日）－飾演：鳥神純子
- 特搜9 第5話（2018年5月9日，朝日電視台）－飾演：酒井菜菜子
- Double Fantasy（2018年6月16日－7月14日，WOWOW）－飾演：岡島杏子
- 惡魔吹著笛子來（2018年7月28日，NHK BS Premium）－飾演：新宮華子
- 善良醫生 第6話（2018年8月16日，富士電視台）－飾演：水野理香子
- 相棒（朝日電視台） - 飾演：出雲麗音
  - 相棒 season19（2020年10月14日－2021年3月17日）
  - 相棒 season20（2021年10月13日 - 2022年3月23日）
- Signal 長期未解決事件搜查班 特別篇（2021年3月30日，關西電視台）- 飾演：上杉杏樹
- 所羅門的偽證（2021年10月3日 - 11月21日，WOWOW） - 飾演：大出佐知子

### 電影
- 中學生日記（2005年） - 飾演：キー子
- 檻 Prison Girl（2006年11月11日、Sg-me / Excellence Film Partners / 樂映舍） - 飾演：アイコ
- 聖摩立茲（2008年）
- オカルト（2009年3月21日、IMAGE RINGS） - 飾演：右田紀子
- 離放學時間還早（2010年7月3日、AIRPLANE LABEL） - 飾演：大塚冴子
- 正確的戀愛方法書裡或設計圖上都沒有說明（2010年10月2日、日本索尼音樂娛樂）
- 怪物王子（2011年11月26日、東寶）
- 苦役列車（2012年7月14日、東映）
- 共食家族（2013年9月7日、Bitters End） - 飾演：琴子
- 深夜食堂（2015年1月31日、東映） - 飾演：夏木泉
  - 續・深夜食堂（2015年1月31日、東映） - 飾演：夏木泉
- Z-ISLAND（2015年5月16日、KADOKAWA / 吉本興業） - 飾演：惠
- 幸福湯屋（2016年10月29日、KLOCKWORX） - 酒巻君江
- 淺田家!（2020年10月2日、東宝）
- 罪之聲（2020年10月30日、東宝） - 生島千代子
- 真人快打（2021年6月18日、华纳兄弟） - 飾演：Harumi Hasashi （魔蠍妻子）

## 外部連結
- 事務所簡介 （页面存档备份，存于）
- 官方部落格 （页面存档备份，存于）
- 篠原友希子的X（前Twitter）
- 篠原友希子的Instagram帳戶